# Тальник (Аургазинский район)
Тальник (баш. Тальник) — деревня в Аургазинском районе Республики Башкортостан России. Входит в Семенкинский сельсовет. 
Население на 1 января 2009 года составляло 35 человек.
Почтовый индекс — 453492, код ОКАТО — 80 205 834 006.
С 2005 современный статус.

## История
Статус деревня, сельского населённого пункта, посёлок получил согласно Закону Республики Башкортостан от 20 июля 2005 года № 211-з «О внесении изменений в административно-территориальное устройство Республики Башкортостан в связи с образованием, объединением, упразднением и изменением статуса населённых пунктов, переносом административных центров», ст. 1:

6. Изменить статус следующих населённых пунктов, установив тип поселения — деревня:
 
5) в Аургазинском районе:…

10) посёлка Тальник Семенкинского сельсовета

## Население
| 2002 | 2009 | 2010 |
| ---- | ---- | ---- |
| 36   | ↘35  | ↘33  |

Национальный состав
Согласно переписи 2002 года, преобладающая национальность — чуваши (97 %).

## Географическое положение
Расстояние до:
- районного центра (Толбазы): 32 км,
- центра сельсовета (Семёнкино): 6 км,
- ближайшей ж/д станции (Стерлитамак): 30 км.